# Obermarbach

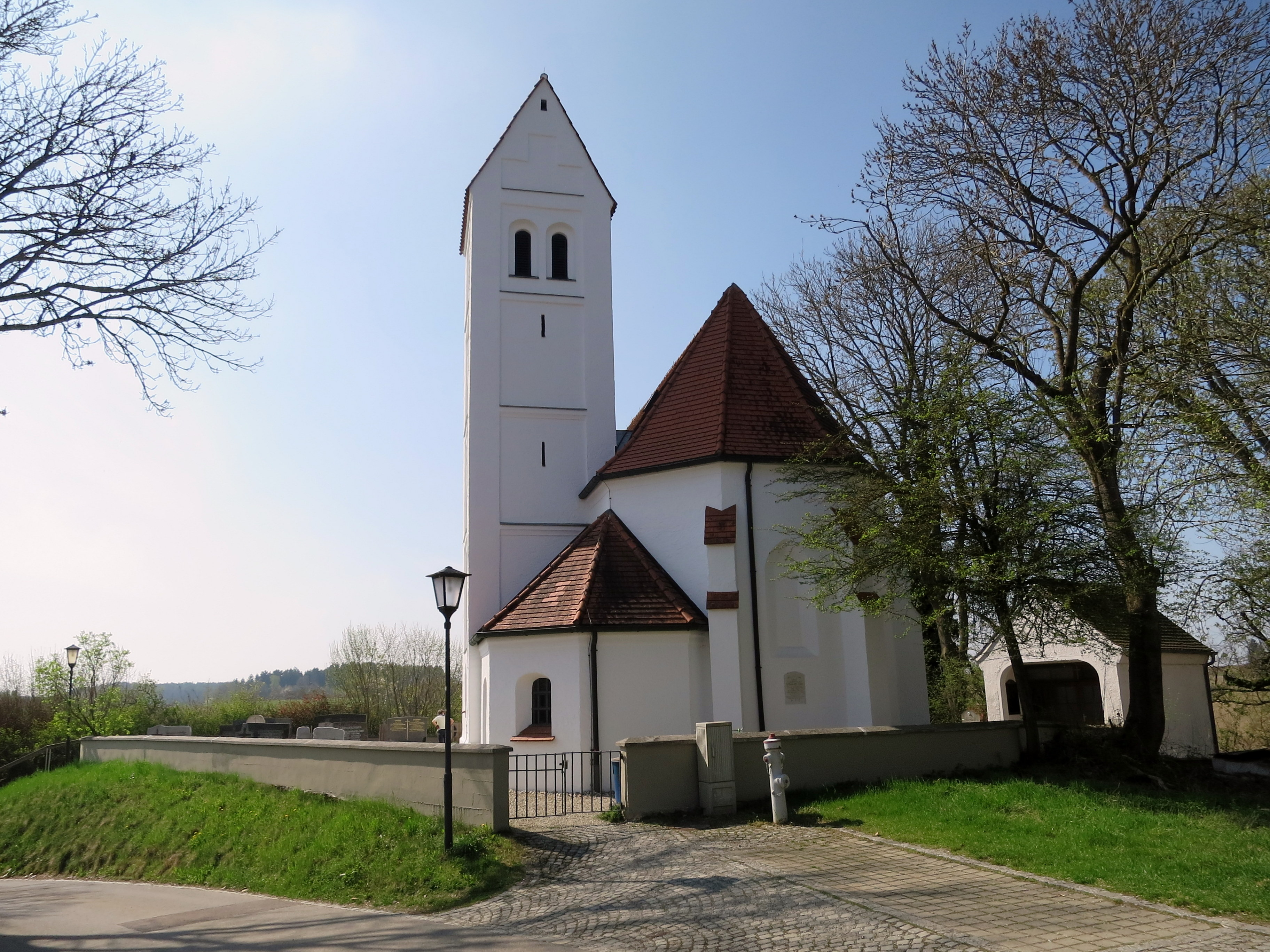
St. Vitus (Obermarbach)

Obermarbach ist ein Ortsteil und eine Gemarkung der Gemeinde Petershausen im Landkreis Dachau.

## Geographie
Das Pfarrdorf Obermarbach mit 128 Einwohnern (1987) liegt nördlich von Petershausen an an der Bahnstrecke München-Ingolstadt.

## Geschichte
Die Ortschaft Obermarbach wurde schon im Jahr 900 als Madrinpah erstmals schriftlich erwähnt. 
Die Katholische Pfarrkirche St. Vitus in Obermarbach steht auf einem Hügel oberhalb des Ortes im ummauerten Friedhof. Der Kirchenbau geht auf romanische Zeit zurück, wurde in der Gotik (15. Jahrhundert) entscheidend umgebaut und im Rokoko (um 1730) sowie 1785 weiter verändert, nachdem das Gotteshaus 1783 als ruinös eingestuft worden war. Ein großer Teil der Ausstattung wurde um 1890 im neuromanischen Stil ergänzt. Obermarbach wurde 1837 eine selbstständige Pfarrei; vorher gehörte es zu Lampertshausen. Ab 1994 bildete sie mit Kollbach und Petershausen und Asbach den Pfarrverband Petershausen. Am 1. März 2013 schloss sich der Pfarrverband Vierkirchen/Weichs an. Der neue Pfarrverband nennt sich nun "Pfarrverband Petershausen-Vierkirchen-Weichs".
Die Herstellung der gemeindlichen Selbstverwaltung erfolgte über das Zweite Gemeindeedikt im Königreich Bayern vom 17. Mai 1818. Im Zuge der Gebietsreform in Bayern wurde zum 1. Januar 1972 die Gemeinde Obermarbach der Gemeinde Petershausen eingegliedert.

## Sonstiges
Die Hohle Linde ist ein markanter alter Baum in Obermarbach und eingetragenes Naturdenkmal.